# Hatena arenicola
A Hatena arenicola a Cryptista Katablepharida kládjának egysejtű faja. 2000-ben fedezték fel, 2005-ben írták le. Noriko Okamoto és Inouje Iszao fedezték fel a Cukubai Egyetemnél, tudományos leírását és hivatalos nevét 2006-ban adták. Ostoros faj, egy életszakaszában növényre hasonlíthat, benne fotoszintetikus algával, egy másikban állatra, ahol más sejteket eszik. Okamoto et al. szerint szekunder endoszimbiózis alatt áll, melyben egy élőlény egy másikba kerül, teljesen új élőlényt létrehozva.

## Történet
A H. arenicolát először 2000-ben észlelték Iszonura közelében, Japánban. Közepesen védett homokos tengerpartban találták, ahol számos alga felszínre került cunami során. A példányok a kibocsátott rész felső szélén voltak. Eredetileg új zöldmoszatnak hitték, később azonban kiderült, hogy a klorofilltartalmú plasztiszok a sejtosztódástól függetlenek voltak, vagyis önálló, de ideiglenes endoszimbionták voltak.
Adl et al. 2019-ben a Katablepharidaceaebe (=Katablepharidae) sorolták a Katablepharis, a Roombia, a Leucocryptos és a Platychilomonas nemzetségek mellett.

### Etimológia
A nemzetségnév egy japán szóból ered, melynek jelentése „rejtélyes” vagy „különös”.

### Endoszimbiózis-hipotézis
Az endoszimbiózisról a H. arenicola alapján felállított hipotézis szerint az endoszimbiózis az endoszimbionta géntranszfere és magvesztése előtt történt, míg a Rapaza viridisen alapuló hipotézis szerint a plasztiszcélzás korán kifejlődött feltehetően hosszú kleptoplasztikus időszak alatt, mielőtt a sejtszervecske állandósult.

## Morfológia
Két heterodinamikus ostora szubapikális-mediális helyzetű, és mozgásra használja. Összetett sejtgarattal eszik algákat, amikor nincs endoszimbiontája; sejtgaratját egy Nephroselmis nemzetségbeli zöldmoszat válthatja fel. Endoszimbiontája nemcsak táplálkozásra, hanem szemfoltként is használatos, így az élőlényt pozitív fototaxisra készteti.
A H. arenicola nem tud endoszimbiontája nélkül osztódni, de az a teljesen integrált sejtszervecskékkel szemben nem osztódik gazdájával együtt. A gazda osztódásakor az egyik utódsejt megszerzi a Nephroselmist, a másik visszatér heterotróf életmódra. Így fehér és zöld utódsejtjei is lesznek. Utóbbi predátorként működik, míg Nephroselmis rotundát kebelez be. Az alga ezután elveszti ostorait és sejtvázát, míg a gazdává vált Hatena fotoszintetikussá válik, a fény felé mozog, és megszűnik sejtszája. Így életciklusa váltakozó auto- és heterotróf szakaszokat tartalmaz.
18S rRNS-e szekvenálása alapján legalább 3 különböző Nephroselmis rotunda-törzse lehet.
A Hatena szemfoltja apikális, a Nephroselmis plasztisza és membránja a Hatenáéhoz csatlakozik.
Feltehetően egy átmeneti lemeze van II-es típusú átmeneti zónájában, makk-V-szerkezetében van kilencszögű rostja. Bár átmeneti lemeze transzverzális szerkezete kevésbé egyértelmű, a Cyanophora cuspidatához hasonló rácsként értelmezhető három csillagpontgyűrűn sűrűbb központi zónával, melyek finom szabálytalan hálón vannak.

### Szimbionta
A szimbionta Nephroselmis a szabadon élő változattól eltér. Citoplazmáját, magját és plasztiszát megtartja, más sejtszervecskéi, például a mitokondriumok, a Golgi-készülék, a sejtváz és az endomembrán rendszer lebomlanak, sejtmagja ideiglenesen fennmarad. A plasztisz akár a szabadon élő változat mérete 10-szeresére is nőhet. A megnőtt plasztiszt redukált sejtplazmarészek kompenzálják. A H. arenicola osztódásakor csupán egy sejt szerzi meg a plasztiszt, a másik sejt nem rendelkezik vele, így a plasztiszszerzés köztes állapota.
A gazdasejtben mindig apikális helyzetű szemfolt alapján alaposan szabályzott a Nephroselmisszel a kölcsönhatás.
A Paulinella chromatophora mellett a másik olyan faj, ahol megfigyelhető a fotoszintetikus szerkezet bővülése. Ez gyakori lépés lehet a plasztiszszerzés felé. A Nephroselmis megnövekedett magjai és ploiditása a  plasztiszszerzés gyakori jellemzője lehet, melyek a fotoszintetikus bővülést támasztják alá.

## Élőhely
Homokos partok árapályterületein élő bentikus egysejtű.

## Életmód
Kleptoplasztikus vagy citokleptikus életmódú, ugyanis a bevitt Nephroselmis rotunda nem osztódik a H. arenicolában. A plasztisszal rendelkező sejt osztódásakor egyik utóda szintén rendelkezik a plasztisszal, míg egy másik nem, ezért ez „kialakulás alatt álló endoszimbionta” Howe et al. 2008-as tanulmánya szerint, melynek kapcsolata Wein et al. 2019-es tanulmánya szerint „obligát, de instabil”.

## Genetika
SSU rDNS-e ismert.